# Euspilotus erythropleurus
Euspilotus erythropleurus är en skalbaggsart som först beskrevs av Sylvain Auguste de Marseul 1855.  Euspilotus erythropleurus ingår i släktet Euspilotus och familjen stumpbaggar. Inga underarter finns listade i Catalogue of Life.